# Křížová Huť
Křížová Huť (německy Kreuzhütte) je zaniklá vesnice na území obce Nemanice, v k. ú. Mýtnice v okrese Domažlice v Plzeňském kraji. Vesnice stála na úpatí vrchu Starý Herštejn (878 m) asi 2,3 kilometry od Závisti nad levým břehem Nemanického potoka. Administrativně spadala pod tehdejší, již zaniklou obec Mýtnice.

## Historie
Vesnice patří mezi zaniklé sklářské osady Českého lesa. Byla založena mezi roky 1708–1710 sklářem Jiřím Schmausem a v nájmu zůstala osada s hutí do roku 1760. V letech 1761–1791 měl sklárnu v nájmu Jan Křtitel Dannhofer. Po něm následoval jeho zeť Jiří Michael Schmaus. Sklárna vyráběla okenní tabule. Schmaus na výrobě zbohatnul a dokonce uvažoval o koupi poběžovického panství, z něhož nakonec sešlo. Roku 1815 získal sklárnu Wolfgang Ziegler, zakladatel nejvýznamnějšího sklářského rodu Českého lesa a ve sklářství zde podnikal až do roku 1890, kdy pec zanikla. Lokalita však zřejmě byla obývána jako osada až do roku 1945. Sklárna na Staré Huti patří mezi významné technické památky Českého lesa.
Vhodný čas k výzkumu nastal v roce 2009, kdy byly na lokalitě pokáceny staré stromy. Půdorys sklárny měřil 30 x 30 metrů. Část zdiva se dochovala až do výšky dvou metrů. Pro výzkum a prezentaci byla vybrána prostřední pec. Pec se dochovala ve spodních partiích o rozměrech 9 x 4 metrů, které obsahovaly topné kanály. Horní klenutá část byla dříve odstraněna, patrně rozebrána na stavební materiál. Odhalená část byla zabezpečena přístřeškem. Roku 2020 byla očištěna a nově pokryta střecha přístřešku nad pecí.

## Obyvatelstvo
Sommerova topografie z roku 1839 popisuje ve vsi 10 domů a 66 obyvatel.
Při sčítání lidu v roce 1921 zde žilo 27 obyvatel, všichni německé národnosti, kteří se hlásili k římskokatolické církvi.
| Rok            | 1869 | 1880 | 1890 | 1900 | 1910 | 1921 | 1930 | 1950 | 1961 | 1970 | 1980 | 1991 | 2001 | 2011 |
| -------------- | ---- | ---- | ---- | ---- | ---- | ---- | ---- | ---- | ---- | ---- | ---- | ---- | ---- | ---- |
| Počet obyvatel | 91   | 59   | 32   | 26   | 35   | 27   | 35   | –    | –    | –    | –    | –    | –    | –    |
| Počet domů     | 9    | 12   | 6    | 3    | 3    | 3    | 3    | –    | –    | –    | –    | –    | –    | –    |